# 脇谷洗堰

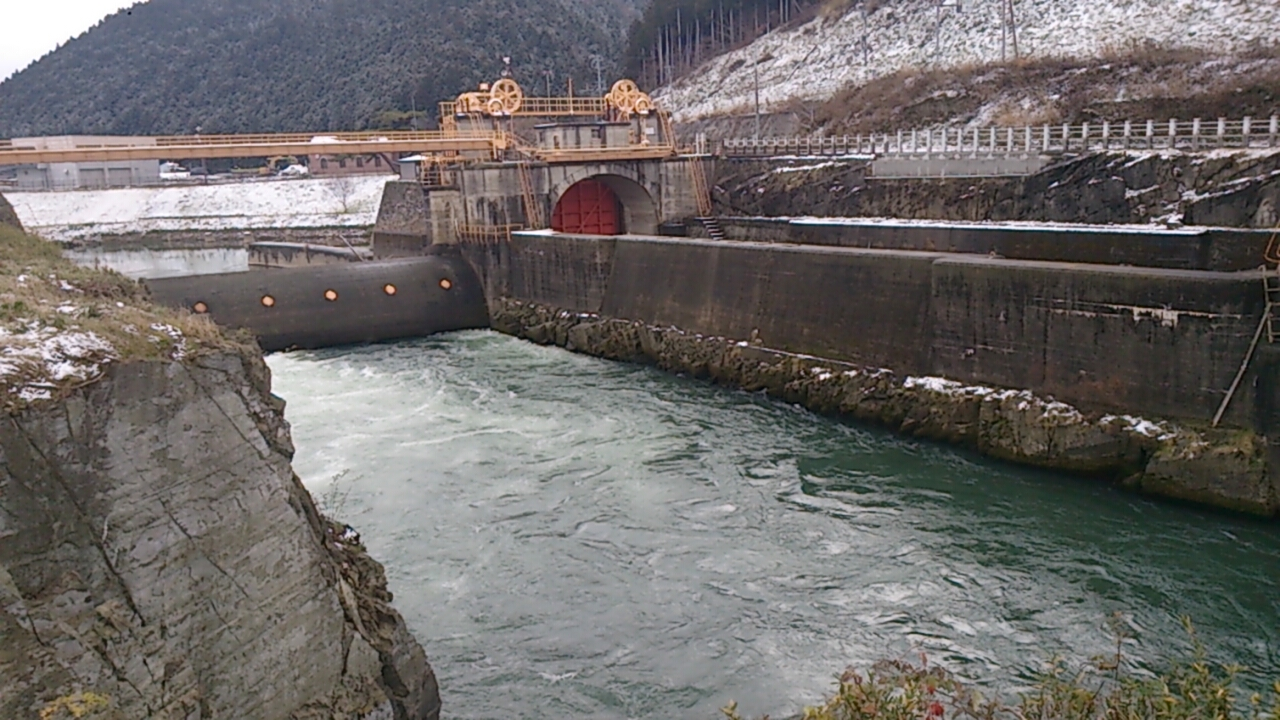
脇谷洗堰。洗堰の右側に通船用の脇谷閘門があり、写真中央上に見えるのがそのゲートである。

脇谷洗堰（わきやあらいぜき）は、宮城県の登米市と石巻市の境界付近にある洗堰である。鴇波洗堰と共に北上川と旧北上川を分流する施設である。通船のために脇谷閘門が、放水のために脇谷水門がこれに併設されている。これら一連の施設群は昭和の初めに竣工した。日本の分水堰技術黎明期に建設された希少な土木施設であることから、2004年（平成16年）に北上川分流施設群の一つとして土木学会選奨土木遺産に認定された。また、これらの老朽化した施設を補完するため、上流側に新しく脇谷水門が建設され、2004年（平成16年）に竣工した。

## 歴史
北上川流域は昔から農業や物資の運搬などに利用されてきた。しかし一方で、洪水の度に川沿いの地域に甚大な被害が出ていた。北上川流域の洪水被害は、堤防が破壊され被害が拡大する、本川の洪水が支川に逆流し氾濫する、洪水後すぐには減水せず農作物が採れなくなるなど深刻だった。1910年（明治43年）8月と9月の二度の大洪水を受けて、政府は北上川下流の改修工事に乗り出し、1911年度（明治44年度）から1921年度（大正11年度）にかけて行う改修計画を立てた。これが北上川第一期改修工事である。
北上川改修の目的は、洪水の防御、北上川支流迫川ならびに江合川への逆流防止、航路の改良の三つとされた。この改修計画の主要な内容が、柳津から飯野川に至る新しい河道の開削ならびに飯野川可動堰の建設と、柳津における北上川を分流する施設の建設だった。この分流施設が鴇波洗堰と脇谷洗堰である。通常時は、新河道の飯野川可動堰および分流地点の鴇波洗堰、脇谷洗堰が水量を制御し、洪水時は飯野川可動堰が全開になることで、新河道側が多くの水量を受け持つという治水計画だった。
計画当初、分流地点に計画された堰は鴇波側だけだった。しかし、鴇波の地盤は悪く、堰の規模は縮小され、堰に堤防を盛ることも中止された。そこで、比較的地盤の良かった脇谷にもう一つの堰が造られ、二つの堰が分流の機能を担うことになった。1921年度（大正11年度）完了予定だった改修工事だが、第一次世界大戦の影響による物価の高騰やその反動の恐慌、関東大震災の影響、可動堰の設計変更などのために完成は予定より大幅に遅れた。北上川の分水式は1931年（昭和6年）に行われ、改修工事は1934年（昭和9年）に完了した。
北上川第一期改修工事では、新北上川が洪水時の水量の多くを受け持つ計画だったが、1947年（昭和22年）のカスリーン台風および1948年（昭和23年）のアイオン台風では甚大な水害が発生した。これをうけて、1948年（昭和23年）に北上川の治水計画は旧北上川へ洪水を完全に流さない方針へと変わった。これには、まず新北上川の改修が行われたが、それだけでは旧北上川への洪水の分派を完全にはなくすことはできず、平成の時代に入ると分流施設の改修が行われることになった。この時の検討案の一つに、脇谷洗堰ならびに鴇波洗堰の間に新しい水路と巨大な水門を建設し、脇谷洗堰と鴇波洗堰を機能停止の上、陸上げするというものがあった。歴史的な建築物の扱いを巡って議論が行われ、脇谷洗堰と鴇波洗堰を機能させたまま存続させ、それらの上流に洪水対策用の新しい水門を建設するという案が最終的に採用された。これによって、脇谷洗堰の上流に脇谷水門が、鴇波洗堰の上流に鴇波水門がそれぞれ建設された。

## 構造

### 脇谷洗堰
北上川本川と旧北上川を分流する施設で、洗堰の穴から水を流すオリフィスという構造の固定堰である。幅2.35メートル、高さ1.65メートル、長さ9メートルの暗渠6連という構造で、右岸側に魚道を備える。平常時には、堰の穴を通して旧北上川へ水が支給される。また、洪水時には、堰の上を水が越流する。これにより旧北上川への流量が軽減され、支川への逆流が緩和される仕組みだった。1925年（大正14年）着工、1932年（昭和7年）竣工（1931年竣工とも）。工費約4万5000円。

### 脇谷閘門
北上川の分流により、北上川本川と旧北上川の間に水位差が生じることになった。脇谷閘門は、この水位差を越えて船が航行するための閘門である。脇谷洗堰の左岸側に併設されている。全長73メートルで、水位調節を行う閘室の室長は46.6メートル、幅7.8メートル。閘室前後のゲートは上下2段の引き上げ式鋼製扉である。1925年（大正14年）着工で、岩盤掘削、コンクリートの基礎や側壁の施工後、1927年（昭和2年）に扉や開閉装置などの機械類の製造が行われた。1928年（昭和3年）からそれらの設置が行われ、1932年（昭和7年）に竣工（1931年竣工とも）。工費約18万円。

### 脇谷水門・放水路
水量調節用の水門および放水路。放水路は延長159メートルの隧道で、閘門より左岸の地下を通っている。流入口の水門は4門で、流出口は2連構造である。1928年（昭和3年）着工、1930年（昭和5年）隧道部貫通、1931年（昭和6年）竣工。または、1925年（大正14年）着工、1932年（昭和7年）竣工とも。工費約9万4000円。

### 脇谷水門
洪水対策用の水門で、脇谷洗堰のすぐ上流に建設された。左岸側に通船部1門を、右岸側に小水門3門を備える。通船部は幅10メートル、全高12.79メートルの2段式鋼製ローラーゲート。小水門は幅6.7メートル、高さ4.26メートルの鋼製ローラーゲート。開閉形式はいずれもワイヤーロープウインチ式である。脇谷洗堰との関連から、ゲート形式、左右非対称、一部機械類露出という意匠で設計された。管理橋が水門の上部に架かる。平常時は全門開門で、洪水時は全門閉門、低水時は状況によって水門の一部が開閉される。2001年（平成13年）着工、2004年（平成16年）竣工。